# Referendum sull'indipendenza della Croazia del 1991
Il referendum sull'indipendenza della Croazia del 1991 si svolse il 19 maggio 1991, in seguito alle elezioni parlamentari croate del 1990 e all'aumento delle tensioni etniche che portarono alla dissoluzione della Jugoslavia. Con l'83% di affluenza, gli elettori approvarono il referendum con il 93% a favore dell'indipendenza. Successivamente, la Croazia dichiarò l'indipendenza e lo scioglimento della sua associazione con la Jugoslavia il 25 giugno 1991, introducendo una moratoria di tre mesi sulla decisione in quanto sollecitata dalla Comunità economica europea e dalla Conferenza sulla sicurezza e la cooperazione in Europa attraverso glia Accordi di Brioni. La guerra d'indipendenza croata si intensificò già durante la moratoria e l'8 ottobre 1991 il parlamento croato interruppe tutti i restanti legami con la Jugoslavia. Nel 1992, i paesi della Comunità Economica Europea concessero alla Croazia il riconoscimento diplomatico e la Croazia venne ammessa alle Nazioni Unite.

## Contesto

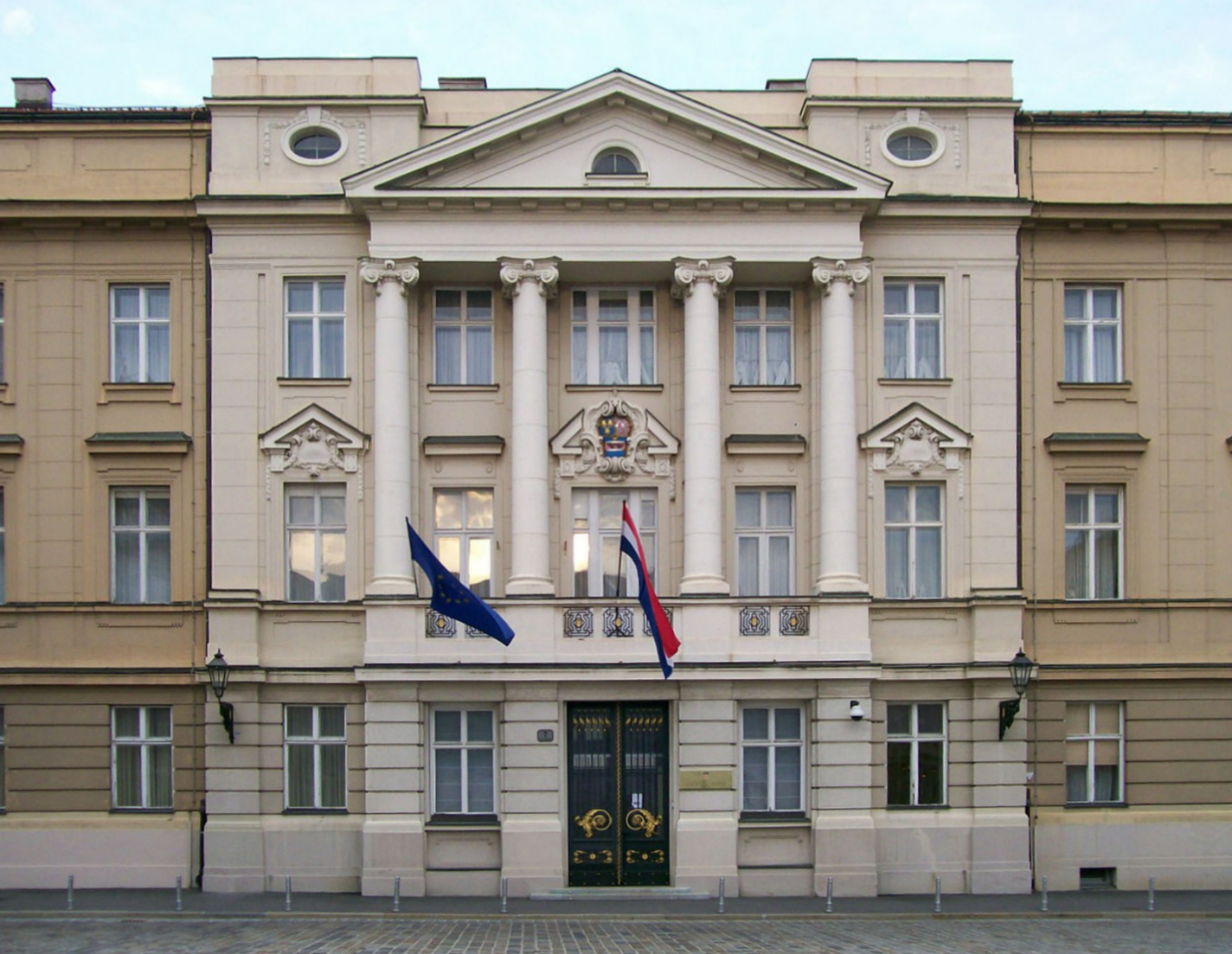
Palazzo del Parlamento croato

Dopo la seconda guerra mondiale, la Croazia divenne un'unità federale socialista a partito unico della Repubblica Socialista Federale di Jugoslavia. La Croazia era governata dalla Lega dei Comunisti e godeva di un certo grado di autonomia all'interno della federazione jugoslava. Nel 1967, un gruppo di autori e linguisti croati pubblicò la Dichiarazione sullo status e il nome della lingua letteraria croata (Deklaracija o nazivu i položaju hrvatskog književnog jezika), chiedendo una maggiore autonomia per la lingua croata. La dichiarazione contribuì a far sorgere un movimento nazionale che cercava maggiori diritti civili e il decentramento dell'economia jugoslava, culminato nella primavera croata del 1971, che fu soppressa dalla leadership jugoslava. La Costituzione jugoslava del 1974 conferì maggiore autonomia alle unità federali, soddisfacendo essenzialmente un obiettivo della Primavera croata e fornendo una base giuridica per l'indipendenza dei costituenti federativi.
Negli anni 1980, la situazione politica in Jugoslavia si deteriorò, con la tensione nazionale alimentata dal memorandum SANU serbo del 1986 e dai colpi di stato del 1989 in Vojvodina, Kosovo e Montenegro. Nel gennaio 1990, il Partito Comunista si frammentò lungo le linee nazionali, con la fazione croata che chiedeva una federazione più libera. Nello stesso anno si tennero le prime elezioni multipartitiche in Croazia, con la vittoria di Franjo Tuđman che provocò ulteriori tensioni nazionaliste. I politici serbi croati boicottarono il Sabor e i serbi locali presero il controllo del territorio abitato dai serbi, stabilendo blocchi stradali e votando affinché quelle aree diventassero autonome. Gli "oblasts autonomi" serbi si sarebbero presto uniti per diventare la Repubblica Serba di Krajina (RSK), intenzionata a raggiungere l'indipendenza dalla Croazia.

## Referendum e dichiarazione di indipendenza

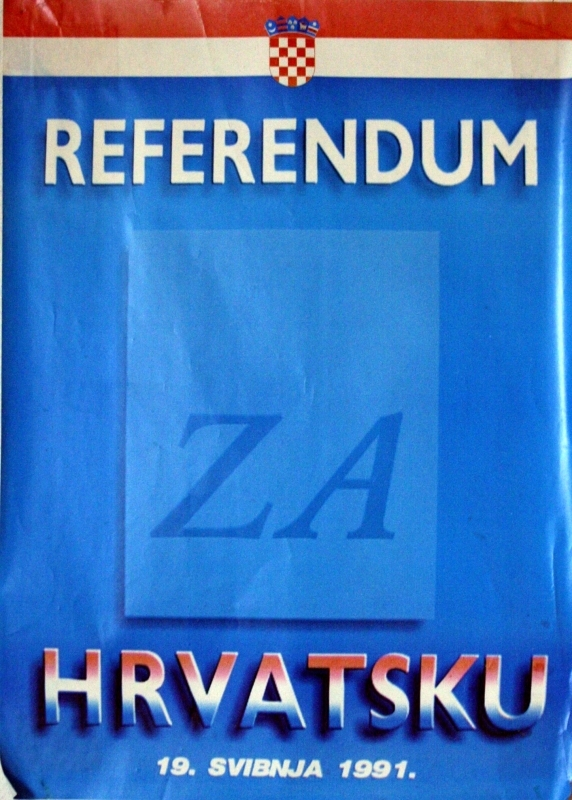
Manifesto del referendum del 1991

Il 25 aprile 1991, il parlamento croato decise di indire un referendum sull'indipendenza per successivo 19 maggio. La decisione venne pubblicata nella Gazzetta Ufficiale della Repubblica di Croazia e resa ufficiale il 2 maggio 1991. Il referendum offriva due opzioni: nella prima, la Croazia sarebbe diventato uno Stato sovrano e indipendente, garantendo autonomia culturale e diritti civili ai serbi e alle altre minoranze in Croazia, liberi di formare un'associazione di stati sovrani con altre repubbliche ex jugoslave; con la seconda opzione, la Croazia sarebbe rimasta nella Jugoslavia come Stato federale unificato. Le autorità locali serbe invitarono al boicottaggio del voto. Il referendum si svolse in 7.691 seggi elettorali, dove agli elettori vennero consegnate due schede (blu e rossa), con un'unica opzione referendaria ciascuna, consentendo l'uso di una o entrambe le schede. Il quesito referendario che proponeva l'indipendenza della Croazia (scheda blu) ottenne il 93,24% a favore, il 4,15% contrario e l'1,18% di voti bianchi o nulli. Il secondo quesito referendario, che proponeva la permanenza della Croazia in Jugoslavia, fu respinto con il 5,38% di voti a favore, il 92,18% di contrari e il 2,07% di voti nulli. L'affluenza registrata fu dell'83,56%.
La Croazia successivamente dichiarò l'indipendenza e sciolse (razdruženje) la sua associazione con la Jugoslavia il 25 giugno 1991. La Comunità economica europea e la Conferenza sulla sicurezza e la cooperazione in Europa esortarono le autorità croate a porre una moratoria di tre mesi sulla decisione: la Croazia accettò con gli Accordi di Brioni di sospendere l'efficacia della sua dichiarazione di indipendenza per tre mesi, allentando così le tensioni almeno inizialmente. Tuttavia, la guerra d'indipendenza croata si intensificò ulteriormente. Il 7 ottobre, alla vigilia della scadenza della moratoria, l'aviazione jugoslava attaccò la <i>Banski dvori</i>, il principale edificio governativo a Zagabria. L'8 ottobre 1991, la moratoria scadde e il parlamento croato interrupe tutti i restanti legami con la Jugoslavia. Quella particolare sessione del parlamento si tenne nell'edificio INA in via Šubićeva a Zagabria a causa dei problemi di sicurezza provocati dal recente raid aereo jugoslavo; in particolare, si temeva che l'aviazione jugoslava avrebbe potuto attaccare il palazzo del parlamento. L'8 ottobre venne celebrato per qualche anno come Giorno dell'Indipendenza della Croazia, mentre oggi l'8 ottobre è il Giorno della Memoria del Parlamento croato e non è più un giorno festivo.

## Quesiti
Per entrambe le schede, le opzioni di voto erano "ZA" (per) oppure "PROTIV" (contro).

## Risultati
| Scelta            | Voti      | %     |
| ----------------- | --------- | ----- |
| Per               | 2 845 521 | 95,74 |
| Contro            | 126 630   | 4,26  |
| Schede bianche    | 43 675    |       |
| Schede nulle      | 36 055    |       |
| Votanti/affluenza | 3 051 881 | 83,56 |
| Elettori          | 3 652 225 |       |

| Scelta            | Voti      | %     |
| ----------------- | --------- | ----- |
| Per               | 164 267   | 5,52  |
| Contro            | 2 813 085 | 94,48 |
| Schede bianche    | 11 452    |       |
| Schede nulle      | 63 077    |       |
| Votanti/affluenza | 3 051 881 | 83,56 |
| Elettori          | 3 652 225 |       |

## Riconoscimento

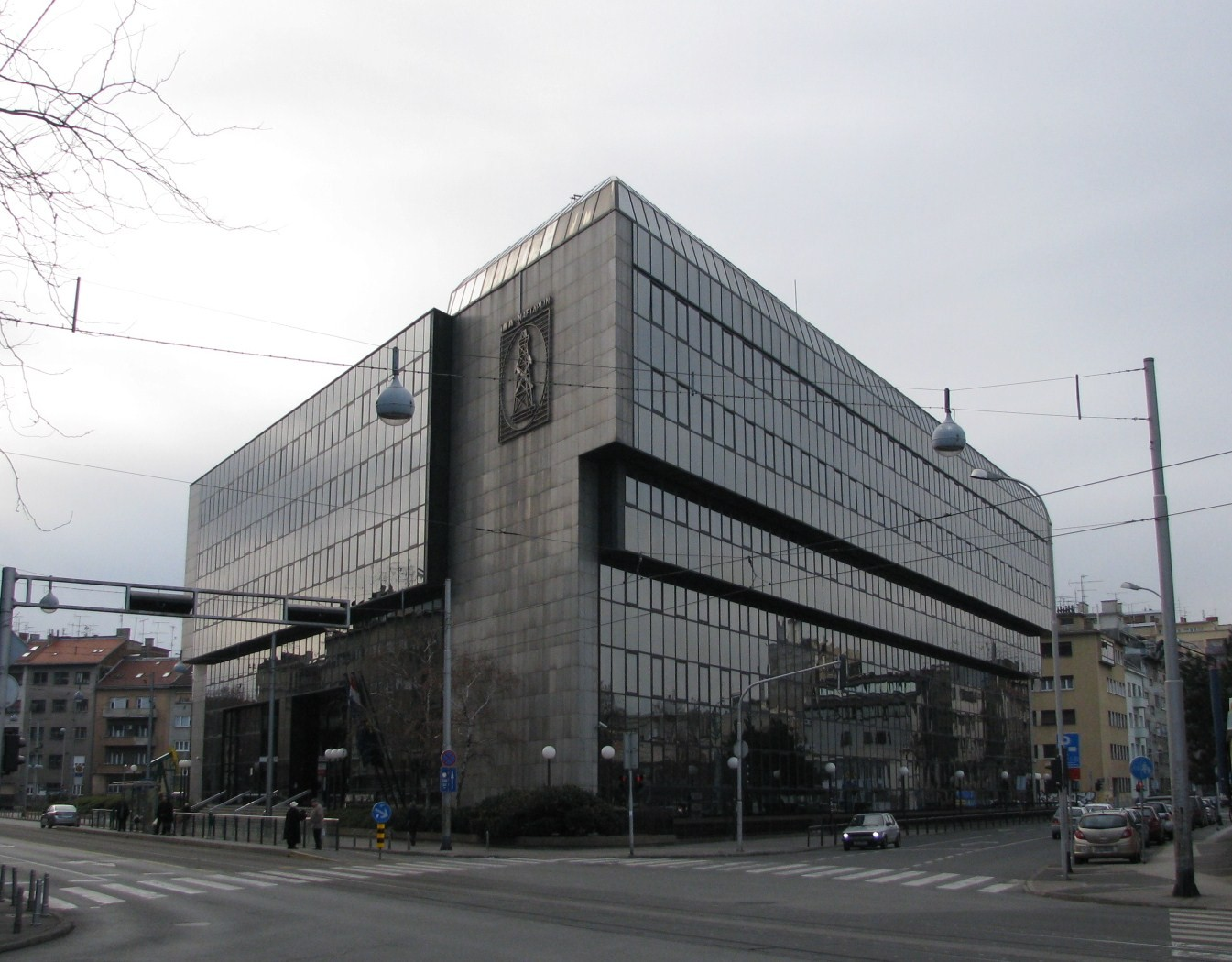
L' edificio INA sul viale Šubićeva, Zagabria, è stato scelto per motivi di sicurezza come sede della dichiarazione di indipendenza del parlamento l'8 ottobre 1991

Il Comitato arbitrale Badinter venne istituito dal Consiglio dei ministri della Comunità economica europea (CEE) il 27 agosto 1991 per fornire consulenza legale e criteri per il riconoscimento diplomatico alle ex repubbliche jugoslave. Alla fine del 1991, la Commissione dichiarò, tra le altre cose, che la Jugoslavia era in via di dissoluzione e che i confini interni delle repubbliche jugoslave non potevano essere modificati se non liberamente concordati. Fattori nella conservazione dei confini prebellici della Croazia, definiti dalle commissioni di demarcazione nel 1947, furono gli emendamenti costituzionali federali jugoslavi del 1971 e del 1974, che garantivano che i diritti sovrani fossero esercitati dalle unità federali e che la federazione avesse solo il potere ad esso specificamente conferito dalla costituzione.

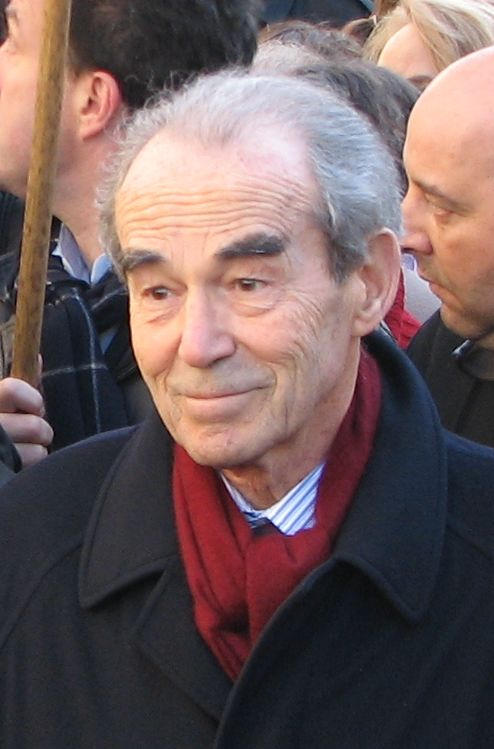
Robert Badinter presiedette la Commissione arbitrale della Conferenza sulla Jugoslavia

La Germania sostenne un rapido riconoscimento della Croazia, affermando di voler fermare la violenza in corso nelle aree abitate dai serbi, ma venne opposta da Francia, Regno Unito e Paesi Bassi, pur concordando di perseguire un approccio comune ed evitare azioni unilaterali. Il 10 ottobre, due giorni dopo che il parlamento croato confermò la dichiarazione di indipendenza, la CEE decise di rinviare di due mesi qualsiasi decisione sul riconoscimento della Croazia, stabilendo che avrebbe riconosciuto l'indipendenza croata entro due mesi se la guerra non fosse già finita per allora. Allo scadere del termine, la Germania presentò la sua decisione di riconoscere la Croazia come sua politica e dovere, posizione sostenuta da Italia e Danimarca. Francia e Regno Unito tentarono invece di impedire il riconoscimento, depositando una proposta di risoluzione delle Nazioni Unite affinché azioni unilaterali non potessero peggiorare la situazione; tuttavia, la risoluzione venne ritirata durante il dibattito al Consiglio di sicurezza ONU del 14 dicembre, quando la Germania si presentò determinata a sfidare la risoluzione dell'ONU. Il 17 dicembre, la CEE accettò formalmente di concedere il riconoscimento diplomatico alla Croazia il 15 gennaio 1992, basandosi sul parere del Comitato arbitrale Badinter. Il Comitato aveva stabilito che l'indipendenza della Croazia non avrebbe dovuto essere riconosciuta immediatamente, perché la nuova Costituzione croata non prevedeva la protezione delle minoranze etniche richiesta dalla CEE. In risposta, il presidente Franjo Tuđman assicurò per iscritto a Robert Badinter che l'omissione sarebbe stata sanata. La RSK dichiarò formalmente la sua separazione dalla Croazia il 19 dicembre, ma la sua costituzione e indipendenza non furono riconosciute a livello internazionale. Il 26 dicembre, le autorità jugoslave annunciarono piani per uno stato più piccolo, che avrebbe potuto includere il piccolo territorio catturato dalla Croazia, ma il piano venne respinto dall'Assemblea generale delle Nazioni Unite .
La Croazia fu riconosciuta per la prima volta come stato indipendente il 26 giugno 1991 dalla Slovenia, che dichiarò la propria indipendenza lo stesso giorno della Croazia (e in seguito al quale avvenne la cosiddetta Guerra dei dieci giorni) Seguirono i riconoscimenti da parte della Lituania (30 luglio) e di Ucraina, Lettonia, Islanda e Germania nel dicembre 1991. I paesi della CEE riconobbero la Croazia il 15 gennaio 1992, mentre le Nazioni Unite la ammisero nel maggio 1992.

## Conseguenze
Sebbene non sia un giorno festivo, il 15 gennaio è celebrato come il giorno in cui la Croazia ha ottenuto il riconoscimento internazionale da parte dei media e dei politici croati. Nel giorno del decimo anniversario nel 2002, la Banca nazionale croata coniò una moneta commemorativa da 25 kune. Nel periodo successivo alla dichiarazione di indipendenza, la guerra aumentò, con gli assedi di Vukovar e Ragusa, e combattimenti altrove, fino a quando un cessate il fuoco del 3 gennaio 1992 portò alla stabilizzazione e alla significativa riduzione della violenza. La guerra si concluse effettivamente nell'agosto 1995 con una vittoria decisiva per la Croazia a seguito dell'operazione Tempesta. Gli attuali confini della Croazia sono stati stabiliti quando le restanti aree della Slavonia orientale in mano ai serbi vennero restituite alla Croazia ai sensi dell'accordo di Erdut del novembre 1995, con il processo concluso nel gennaio 1998.